# اف. خاویر گوتیرس
اف. خاویر گوتیرس (اسپانیایی: F. Javier Gutiérrez‎؛ زادهٔ ۵ ژوئیهٔ ۱۹۷۳) کارگردان فیلم، فیلم‌نامه‌نویس، و تهیه‌کننده فیلم اهل اسپانیا است.
از فیلم‌ها یا مجموعه‌های تلویزیونی که وی در آن‌ها نقش داشته است می‌توان به پیش از سقوط،
انتظار، حلقه‌ها و شیطانی اشاره نمود.